# 謝表 (嘉靖癸未進士)
謝表（1481年—？年），字正子（或字子正），南直隶蘇州府常熟縣人，明朝政治人物。

## 生平
治《詩經》，正德八年（1513年）應天府鄉試第一百二名舉人，年四十三歲中式嘉靖二年（1523年）癸未科會試第二百二十名，第三甲第二百五十二名進士。历官刑部主事，升员外郎、郎中，以考察去职。

## 家族
曾祖謝玘。祖父謝用。父謝元祐，壽官。母許氏。严侍下。弟謝衮、謝裒。